# Andon
Andon är en kommun i departementet Alpes-Maritimes i regionen Provence-Alpes-Côte d'Azur i sydöstra Frankrike. Kommunen ligger i kantonen Saint-Auban som ligger i arrondissementet Grasse. År 2022 hade Andon 652 invånare.

## Befolkningsutveckling
Antalet invånare i kommunen Andon
Referens: INSEE